# Erica Cerra
Erica Cerra est une actrice canadienne née le 31 octobre 1979 à Vancouver, en Colombie-Britannique (Canada).

## Biographie
Erica Cerra est née à Vancouver, d'ascendance italienne. Dès l'âge de huit ans, elle apparaît dans des publicités.
Après une pause dans sa carrière à l'âge de dix ans, elle reprend le métier d'actrice à vingt-deux ans en 2005. Elle est désignée par le Vancouver Lifestyles Magazine comme l'une des cinq actrices montantes les plus sexy en 2005.
En 2006, elle a joué dans le clip de la chanson de Michael Bublé Save the Last Dance for Me.

## Filmographie

### Cinéma
- 2004 : Blade: Trinity : Goth Vixen Wannabe
- 2005 : Un long week-end : Charmante dame #1
- 2006 : Agent de stars : Sela
- 2010 : Percy Jackson : Le Voleur de foudre : la déesse Héra
- 2010 : The Stranger : Dr Grace Bishop
- 2017 : Power Rangers : Mme Kwan, mère de Trini

### Télévision
- 1994 : No Adults Allowed : Molly
- 2001 : Special Unit 2 (série) : Pretty Girl
- 2003 : Black Sash (série) : Driver
- 2003 : Dead Like Me (série) : M.J. Bowers' Sister
- 2003 : Jake 2.0 (série) : Sam
- 2004 : Le Messager des ténèbres (The Collector) (série) : Vonnie
- 2004 : Adam and Evil : Yvonne
- 2004 : Dead Zone (The Dead Zone) (série) : Eager Student
- 2004 : Huff (série) : Beautiful Waitress
- 2005 : Young Blades (série) : Giselle
- 2005 : Cold Squad, brigade spéciale (Cold Squad) (série): Stephanie Johnston
- 2005 : Les 4400 (The 4400) (série) : Molly Caldicott
- 2005 : Smallville (série) : Lex's Aid
- 2006 : The L Word (série, 3 épisodes) : Uta Refson
- 2006 - 2012 : Eureka (série) : Sherif adjoint Jo Lupo
- 2006 : Battlestar Galactica (série) : Maya
- 2008 : Le Diable et moi (Reaper) (série) : Nicole Manders
- 2009 : Warehouse 13 (série) : Jillian Whitman (Saison 1 épisode 09)
- 2010 : Sanctuary (série) : Emma Correia (Saison 2 épisode 07)
- 2010 : Smallville (série) : Saison 10, épisode 5 (Adrianna Tomaz)
- 2011 : Supernatural (série) : Robin (Saison 6 épisode 22)
- 2011 : Mortal Kombat: Legacy (websérie) : Épisode 3 Johnny Cage : (Emily)
- 2012 : L'Arbre à souhaits : Clarissa Vance
- 2014 : Rush : Laurel Burke
- 2015-2020 : Les 100 (série télévisée) : A.L.I.E. et Becca Pramheda
- 2015 : Un foyer pour mes enfants (Welcome Home) : Cynthia
- 2015 : iZombie : Mort sur les ondes : Sasha Arconi (saison 1 épisode 8)
- 2017 : Lucifer (série) : Athena Burns (Saison 3 épisode 3)
- 2018 : Supernatural (série) : Duma (Saison 13 épisode 7, 13, 18, 19)
- 2019 : Deadly Class (série) : Miss De Luca
- depuis 2019 : Nancy Drew : Jean Rosario
- 2020 - 2021 : Les Astronautes : Connie Rivers